# Enemies of Children
Enemies of Children er en amerikansk stumfilm fra 1923 af Lillian Ducey og John M. Voshell.

## Medvirkende
- Anna Q. Nilsson som Patsy
- George Siegmann som Mr. Slavin
- Lucy Beaumont
- Joseph J. Dowling
- Raymond Hatton som Van Leer
- Ward Crane